# Butiraldehid
A butiraldehid, más néven butanal szerves vegyület, képlete CH3(CH2)2CHO. A bután aldehidszármazéka, színtelen, szúrós szagú, gyúlékony folyadék. A szerves oldószerek nagy részével elegyedik.

## Előállítása
Szinte kizárólag a propilén hidroformilezésével állítják elő:
CH3CH=CH2  +  H2  +  CO   →   CH3CH2CH2CHO
Katalizátorként régebben kobalt-karbonilt, majd a ródium trifenilfoszfinnal alkotott komplexeit használták. A legelterjedtebb technológia vízoldható tppts ligandumból származó ródiumkatalizátort alkalmaz. A vízoldható ródiumkatalizátor a propilént aldehiddé alakítja, ami kisebb sűrűségű, nem elegyedő fázist képez. Évente mintegy 6 millió tonnát állítanak elő hidroformilezéssel. Jelentős felhasználása a 2-etilhexanol előállítása, melyből lágyítószereket gyártanak.

A butiraldehid egyik fő felhasználása a bisz(2-etilhexil)-ftalát gyártása, mely fontos lágyítószer

Előállítható n-butanol katalitikus dehidrogénezésével is. Egy időben iparilag a(z acetaldehidből nyert) krotonaldehid katalitikus hidrogénezésével állították elő.
Levegőn hosszabb ideig állva vajsavvá oxidálódik.

## Fordítás
- Ez a szócikk részben vagy egészben  a   Butyraldehyde című angol Wikipédia-szócikk ezen változatának fordításán alapul.  Az eredeti cikk szerkesztőit annak laptörténete sorolja fel. Ez a jelzés csupán a megfogalmazás eredetét és a szerzői jogokat jelzi, nem szolgál a cikkben szereplő információk forrásmegjelöléseként.